# Benjamin Jan de La Gillardaie
Benjamin Jan de La Gillardaie est un homme politique français né le 30 novembre 1789 à Pontivy (Bretagne) et décédé le 1er mai 1852 à Pontivy.

## Biographie
Benjamin Jan de La Gillardaie est né dans une famille d'ancienne bourgeoisie originaire de Bretagne.
Il est avocat à Pontivy, député du Morbihan de 1837 à 1842, siégeant au centre et soutenant la monarchie de Juillet.

## Sources
- « Benjamin Jan de La Gillardaie », dans Adolphe Robert et Gaston Cougny, Dictionnaire des parlementaires français, Edgar Bourloton, 1889-1891 [détail de l’édition]
- Sa fiche sur le site de l'Assemblée nationale